# Sur la plage de Chesil
Pour plus de détails, voir Fiche technique et Distribution.
Sur la plage de Chesil (On Chesil Beach) est un drame britannique adapté du roman du même nom de Ian McEwan réalisé par Dominic Cooke.

Il a été présenté au Festival international du film de Toronto 2017.

## Synopsis
Le soir de leur mariage, Edward Mayhew, un étudiant en histoire, et Florence Ponting, une violoniste, se retrouvent enfin seuls dans la vieille auberge du Dorset où ils sont venus passer leur lune de miel. Ils sont tous les deux vierges. Mais en 1962, dans l'Angleterre d'avant la révolution sexuelle, la sexualité est encore un tabou pour eux. Ils s'envient, tentent de se rapprocher, mais ils sont tous les deux mal à l'aise et refoulent leurs désirs. Leur nuit de noces, non consommée, se transforme en épreuve de vérité où le jeune couple se confronte à la sexualité ainsi qu'à ses peurs ou ses inhibitions.

## Fiche technique
- Titre : Sur la plage de Chesil
- Titre original : On Chesil Beach
- Réalisation : Dominic Cooke
- Scénario : Ian McEwan, d'après son roman éponyme
- Montage : Nick Fenton
- Musique : Dan Jones
- Photographie : Sean Bobbitt
- Production : Elizabeth Karlsen et Stephen Woolley
- Sociétés de production : Number 9 Films et BBC Films
- Sociétés de distribution : Mars Films (France)
- Pays d'origine :  Royaume-Uni
- Genre : Drame
- Durée : 110 minutes
- Dates de sortie :
  - Canada : 7 septembre 2017 (Festival international du film de Toronto)
  - Québec : 8 juin 2018
  - Royaume-Uni : 15 juin 2018
  - France : 15 août 2018 (en salles, VoStFr); 12 décembre 2018 (DVD, VF)

## Distribution
- Saoirse Ronan (VFB : Helena Coppejans) : Florence Ponting
- Billy Howle (VFB : Maxime Donnay) : Edward Mayhew
- Emily Watson (VFB : Fabienne Loriaux) : Violet Ponting, la mère de Florence
- Anne-Marie Duff (VFB : Maia Baran) : Marjorie Mayhew, la mère d'Edward
- Samuel West (VFB : Jean-Marc Delhausse) : Geoffrey Ponting, le père de Florence
- Adrian Scarborough (VFB : Martin Spinhayer) : Lionel Mayhew, le père d'Edward
- Bebe Cave : Ruth Ponting
- Mark Donald : Charles Morrell
- Anton Lesser : le pasteur Woollett
- Philip Labey : Bob
- Oliver Johnstone : Ted
- Bronte Carmichael : Chloe Morrell jeune
- Anna Burgess : Anne Mayhew
- Mia Burgess : Harriet Mayhew

Doublage (DVD)
- Maison de Doublage : ON'R Productions (Belgique)
- Direction Artistique : Raphaël Anciaux
- Adaptation : Sylvie Caurier
- Enregistrement : Bastien Gilson

## Tournage
La plage de Chesil (en) dont il est question dans le titre se trouve dans le Dorset, dans le sud de l’Angleterre, sur l’île de Portland.